# Sept-Saulx
Sept-Saulx es una comuna francesa situada en el departamento de Marne, en la región de Gran Este.

## Demografía
| 343 | 332 | 337 | 338 | 484 | 510 | 686 |
| Para los censos de 1962 a 1999 la población legal corresponde a la población sin duplicidades (Fuente: INSEE [Consultar]) |     |     |     |     |     |     |